# هيجة المعيان (مذيخرة)

تعديل مصدري - تعديل

هيجة المعيان محلة تابعة لقرية الجبال، التابعة لعزلة بني مليك بمديرية مذيخرة إحدى مديريات محافظة إب في الجمهورية اليمنية، بلغ تعداد سكانها 25 حسب تعداد اليمن لعام 2004.

## وصلات خارجية
- المركز الوطني للمعلومات باليمن